# جامعة رودس
جامعة رودس (بالإنجليزية: Rhodes University)‏ هي جامعة بحثية عامة تقع في ماخاندا في مقاطعة كيب الشرقية في جنوب إفريقيا. وهي واحدة من أربع جامعات في المحافظة. تأسست جامعة رودس عام 1904، وهي أقدم جامعة في المقاطعة، وسادس أقدم جامعة جنوب أفريقية مازالت مستمرة، ويسبقها جامعة الدولة الحرة (1904)، وجامعة ويتواترسراند (1896)، وجامعة جنوب أفريقيا (1873) باعتبارها جامعة رأس الرجاء الصالح، وجامعة ستيلينبوش (1866)، وجامعة كيب تاون (1829). تأسست رودس في عام 1904 باسم كلية رودس الجامعية، وسميت باسم سيسل رودس، من خلال منحة من صندوق رودس. أصبحت كلية تأسيسية لجامعة جنوب أفريقيا في عام 1918 قبل أن تصبح جامعة مستقلة في عام 1951.

## التاريخ

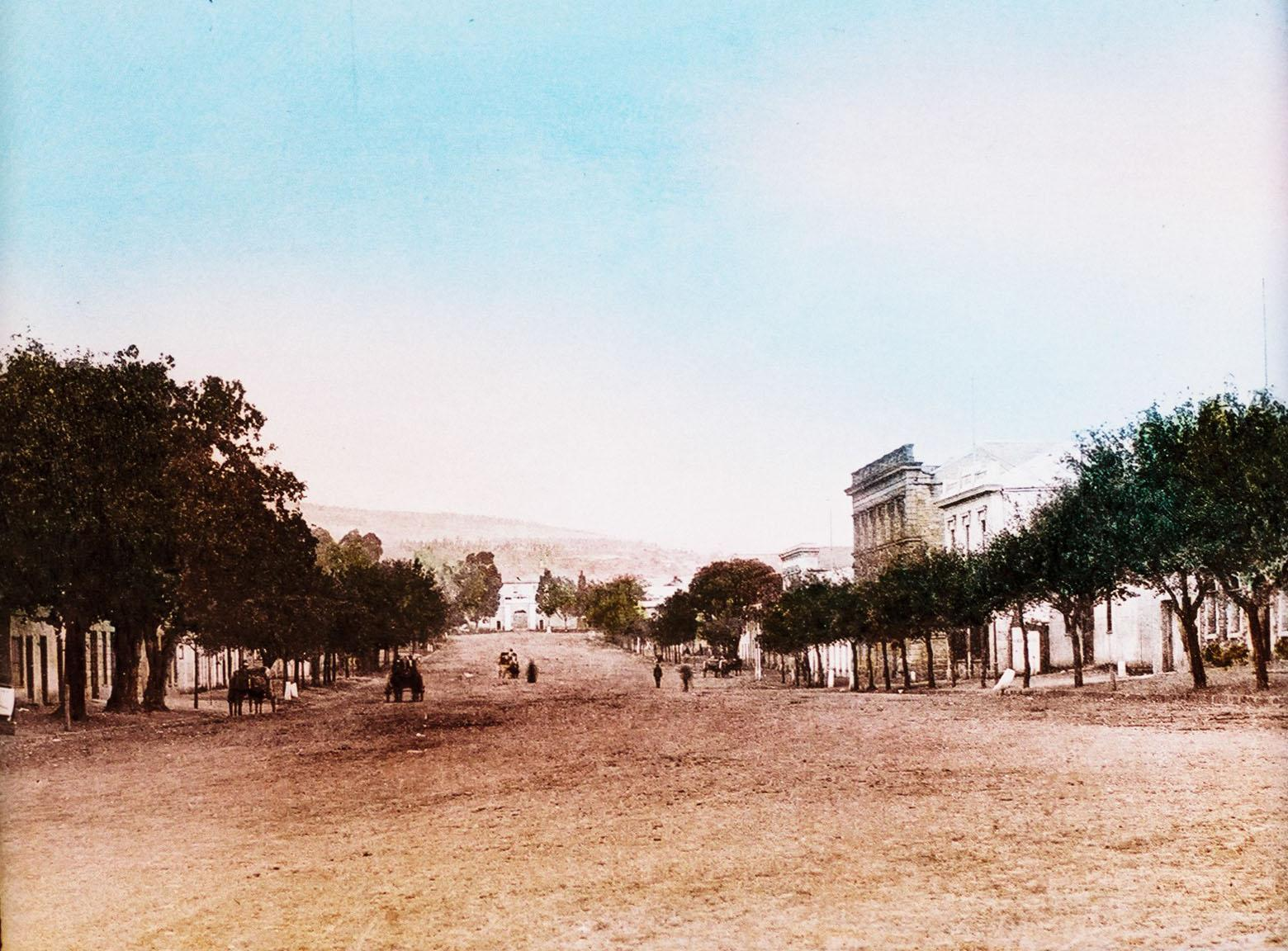
إطلالة على الشارع الرئيسي الذي يطل على الغرب من زاوية شارع هيل باتجاه قوس دروستدي، المدخل الرئيسي لحرم جامعة رودس الحالي. حوالي 1898.

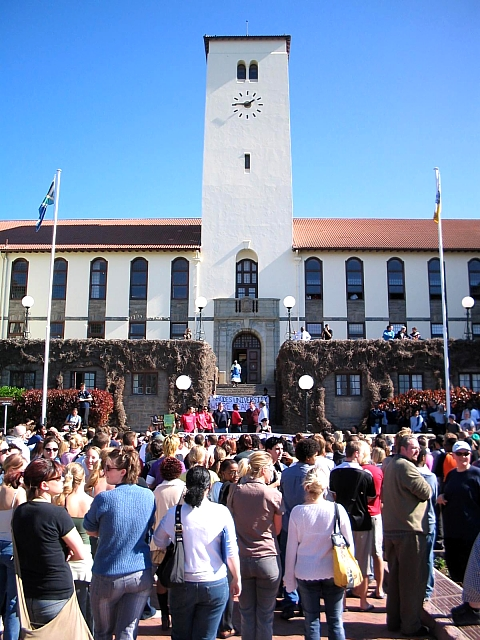
برج ساعة السير هربرت بيكر في قلب حرم رودس. صُمم برج الساعة من قبل هربرت بيكر في عام 1910 وبُنِيَ فيما بعد.

على الرغم من أن اقتراح إنشاء جامعة في ماخاندا قُدّمَ في وقت مبكر من عام 1902، إلا أن المشاكل المالية التي تسببت بها حروب كوسيون في الكاب الشرقية حالت دون تنفيذ الاقتراح. وفي عام 1904، موّل ليندر ستار جيمسون الأسهم المفضلة للجامعة من صندوق رودس بمبلغ 50.000 جنيه إسترليني. وبهذا التمويل، تأسست كلية رودس الجامعية بموجب قانون برلماني في 31 مايو 1904.
بدأ التعليم الجامعي في الكاب الشرقية في أقسام الكلية لأربع مدارس: كلية سانت أندرو. كلية جيل، سومرست الشرقية، كلية غراف - رينيه؛ ومعهد غراي في بورت إليزابيث. وكان أساتذة كلية سانت أندرو الأربعة، آرثر ماثيوز، وجورج كوري، وستانلي كيد، وجي إف دينجيمان أساتذة مؤسسين لكلية رودس الجامعية.
في بداية عام 1905، انتقلت رودس من الأحياء الضيقة في سانت أندروز إلى مبنى دروستدي، الذي اشترته من الحكومة البريطانية. أصبحت رودس كلية تأسيسية لجامعة جنوب إفريقيا الجديدة في عام 1918، واستمرت في التوسع في الحجم. عندما أصبح مستقبل جامعة جنوب إفريقيا قيد المراجعة في عام 1947، اختارت رودس أن تصبح جامعة مستقلة.
افتتحت جامعة رودس في 10 مارس 1951. أصبح السير باسيل شونلاند، نجل سيلمار شونلاند، أول مستشار لجامعة ألما، والدكتور توماس ألتي النائب الأول للمستشار. من حيث القانون الخاص لجامعة رودس، كانت الكلية الجامعية في فورت هير تابعة لجامعة رودس. استمر هذا الترتيب متبادل المنفعة حتى قررت حكومة الفصل العنصري تفكيك فورت هير من رودس. اعترض مجلس الشيوخ والمجلس في رودس بشدة على هذا وعلى مشروع قانون التعليم الجامعي المنفصل، الذي أدانوه على أنه تدخل في الحرية الأكاديمية. ومع ذلك، تم تمرير مشروعي القانون، وانتهى انتماء فورت هير إلى رودس في عام 1959. ومع ذلك، في عام 1962، مُنحت الدكتوراه الفخرية لرئيس الدولة شارل روبيرت سوارت، الذي كان (بصفته وزير العدل بعد عام 1948) مسؤولًا عن قمع المنظمات السياسية المعارضة. تسبب القرار في استقالة المستشار السير باسيل شونلاند، على الرغم من أن أسبابه لم يتم الإعلان عنها في ذلك الوقت.

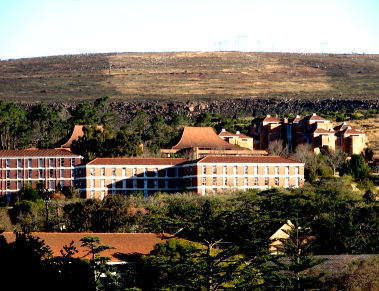
قاعة كيمبرلي هي حاليا واحدة من تسع قاعات في الحرم الجامعي.

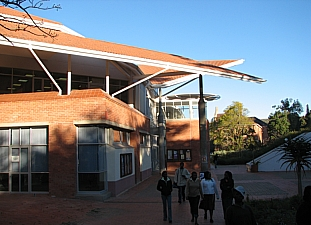
المبنى الجديد Eden Grove في جامعة رودس.

## الحرم الجامعي
بدأ العمل خلال عام 2008 في بناء مبنى مكتبة جديد بتكلفة 85 مليون راند، وهو أحد أكبر مشاريع البنية التحتية التي قامت بها الجامعة، وتم الانتهاء منه في عام 2010.

## التنظيم والإدارة

### الكليات والمدارس
يوجد في رودس ست كليات، مدرجة أدناه:
- العلوم الإنسانية (1952)
- التجارة
- القانون
- علوم
- التعليم
- صيدلة

تنقسم الكليات الست أيضًا إلى 30 قسمًا أكاديميًا، منها 11 جزءًا من كلية العلوم الإنسانية. وتشكل كلية العلوم الإنسانية، باعتبارها الأكبر في الجامعة، نسنة 40 ٪ من استيعاب الطلاب للدراسات الجامعية والدراسات العليا، حيث سجل 2669 طالبًا اعتبارًا من عام 2009.